# Mesochorus riparius
Mesochorus riparius är en stekelart som beskrevs av Schwenke 1999. Mesochorus riparius ingår i släktet Mesochorus och familjen brokparasitsteklar. Inga underarter finns listade i Catalogue of Life.